# Nicholas J. Spykman
Nicholas John Spykman (* 13. Oktober 1893 in Amsterdam; † 26. Juni 1943 in New Haven, Connecticut) war ein niederländisch-amerikanischer Geostratege, bekannt als der geistige Urheber der Containment-Politik. Als Politikwissenschaftler war er einer der Begründer der realistischen Schule der internationalen Politik. Als Professor für Internationale Beziehungen lehrte er an der Yale University. Eines seiner Hauptanliegen war, seinen Studenten die Bedeutung von Geographie für Geopolitik zu vermitteln. Diese sei nur mithilfe der Geographie zu verstehen.
Spykman veröffentlichte zwei Werke über Außenpolitik: America’s Strategy in World Politics wurde 1942 nach dem Eintritt der USA in den Zweiten Weltkrieg veröffentlicht. Besorgt um das Mächtegleichgewicht in internationalen Beziehungen, vertrat er die These, dass der Isolationismus, der sich auf die Beherrschung der Meere zum Schutz der USA verlässt, zum Scheitern verurteilt sei. Sein Ziel war, einen Rückzug der USA wie nach dem Ersten Weltkrieg zu verhindern. The Geography of the Peace wurde ein Jahr nach seinem Tod veröffentlicht. Darin stellt er seine Geostrategie dar. Zentrale These ist, dass das Mächtegleichgewicht in Eurasien die Sicherheit der USA unmittelbar betrifft.
Spykman hielt einen weltweiten Friedenszustand für unmöglich. Wegen der Vielzahl unterschiedlicher Wertvorstellungen zwischen den Ländern der Welt sei eine stabile Weltfriedensordnung, die auf gemeinsame Wertvorstellungen gegründet sei, illusorisch. Obwohl eine solche Ordnung die Sicherheitsprobleme einzelner Länder lösen könnte, glaubte er nicht, dass eine Weltgemeinschaft auf der Basis dieser Werte gegründet werden könnte. Daher betont er, dass der Frieden nur durch die ausreichend wirkungsvolle Außenpolitik eines Landes durchgesetzt werden könne, um das Risiko der Aggression anderer Länder zu minimieren.
In seinen Schriften zur Geografie und Außenpolitik folgt er deterministischen Vorstellungen. Da Geografie „wegen ihrer Dauerhaftigkeit der fundamentalste Faktor“ sei, müsse die potentielle Außenpolitik eines Staates hauptsächlich ausgehend von seinen geografischen Gegebenheiten analysiert werden.

## Leben
Spykman wuchs in den Niederlanden auf, wo er die Universität in Delft besuchte. Danach hielt er sich vier Jahre im Nahen Osten auf. Er war unter anderem für die niederländische diplomatische Vertretung in Kairo und in Niederländisch-Indien tätig. 1920 kam Spykman von Jakarta nach Kalifornien. Dort begann er ein Studium der Politik- und Wirtschaftswissenschaften an der University of California und erlangte 1923 den Ph.D. mit der Schrift The Social Theory of Georg Simmel. 1925 wurde er an die Yale University gerufen, wo er 1928 zum Professor für Internationale Beziehungen ernannt wurde. Von 1935 bis 1940 war er Vorsitzender des Fachbereichs Internationale Beziehungen und Direktor des Institute of International Studies.
Er war mit der Autorin von Kinderbüchern E. C. Spykman verheiratet. Er starb im Alter von 49 Jahren an Krebs.

## Spykmans Geostrategie

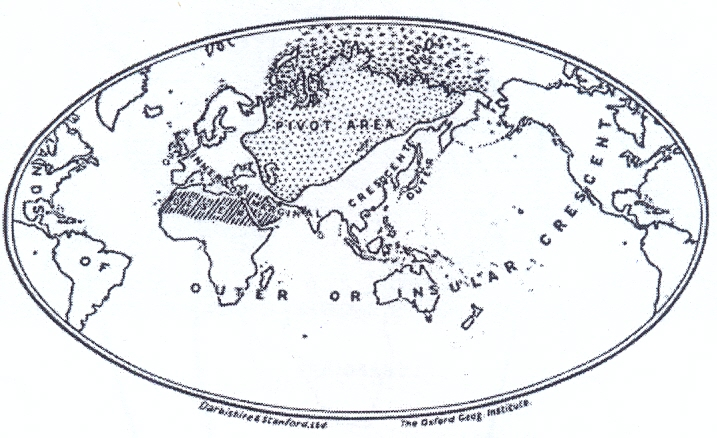
Heartland Mackinders

N.J. Spykman kann als Schüler und Kritiker der Geostrategen Alfred Thayer Mahan und Halford Mackinder betrachtet werden. Seine Grundannahmen sind denen Mackinders ähnlich: die Einheit der Weltpolitik und die Einheit des Weltmeers. Er weitete dieses Konzept auf die Einheit der Atmosphäre aus. Die Berücksichtigung der Weltperspektive zeigt, dass die Außenpolitik eines einzelnen Landes nicht nur seine unmittelbaren Nachbarn beeinflusst, sondern die Orientierung aller Länder in allen Regionen der Welt.
Spykman übernimmt Mackinders Einteilung der Weltregionen, wobei er Umbenennungen vornimmt:
- Heartland/Herzland;
- Rimland (ähnlich Mackinders "innerer oder Randhalbmond"); und
- die Küsteninseln und Kontinente (Mackinders "äußerer oder Inselhalbmond").

### Heartland
Wegen seiner Betonung der strategischen Bedeutung maritimer Gebiete und Küsten unterscheidet sich seine Analyse des "Herzlandes" deutlich von der Mackinders. Er sieht das Herzland nicht als ein Gebiet, das durch Infrastrukturmaßnahmen in naher Zukunft vereint sein wird. Auch wenn dies geschähe, wäre dieses Gebiet nicht in der Lage, mit den USA als Seemacht zu konkurrieren. Er gesteht dem Herzland eine einzigartige Verteidigungsposition zu, aber nicht mehr.
Obgleich Russland eine große Landmasse umfasst, ist sein fruchtbares Land auf einen kleinen Teil beschränkt, der hauptsächlich im Westen liegt. Auch die Bodenschätze liegen meist westlich des Urals. Der politische und materielle Schwerpunkt liegt im Westen, sodass Spykman es für eher unmöglich hält, dass die Sowjetunion in Zentralasien große Macht ausüben könnte.
Trotzdem werde Russland die größte Landmacht in Eurasien bleiben, wodurch sie zum Friedensstifter oder zum Problem werden könne.

### Rimland

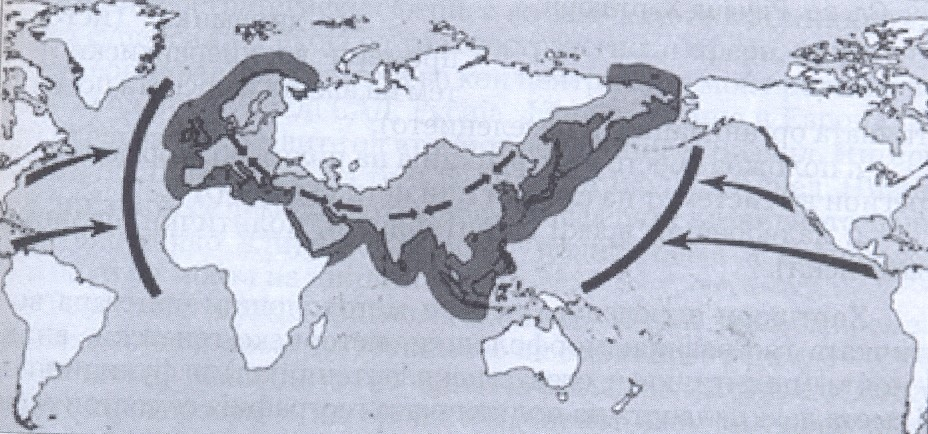
Rimland-Karte Spykmans

Die Gebiete Rimlands (Mackinders "Inner or Marginal Crescent"):
- europäische Küstenländer;
- der Nahe und Mittlere Osten
- die asiatischen "Monsoon"-Länder.

Spykman hält die beiden ersten für sinnvoll definiert, aber lehnt die Gruppierung der asiatischen Länder in ein "Monsoon"-Land ab. Indien, die Küsten des Indischen Ozeans und die Kultur Indiens seien seiner Meinung nach geografisch und kulturell von China deutlich zu trennen.
Das Unterscheidungsmerkmal Rimlands ist die mittlere Lage zwischen Herzland und den Seemächten am Rand. Als amphibische Pufferzone zwischen den Landmächten und den Seemächten muss es sich gegen beide verteidigen und darin liegt sein grundlegendes Sicherheitsproblem. Spykmans Konzept hat mehr Ähnlichkeit mit Alfred Thayer Mahans "debated and debatable zone" als mit Mackinders "inner or marginal crescent".
Rimland hat durch sein demografisches Gewicht, seine Bodenschätze und die industrielle Entwicklung große Bedeutung. Daher wird es von entscheidender Bedeutung für die Kontrolle des Herzlands sein, während Mackinder glaubte, der "insulare Halbmond" wäre der entscheidende Faktor.

### Kontinente außerhalb der Küsten
Es gibt zwei Kontinente außerhalb der Küsten, die an Eurasien grenzen: Afrika und Australien. Spykman sieht den Status dieser Kontinente bestimmt durch die Kontrolle über das Mittelmeer und das "asiatische Mittelmeer". Keiner der Kontinente war je Ursprungsort einer bedeutenden politischen Macht, da Afrikas Chaos es hindert, seine Ressourcen zu nutzen, und Australien nicht genug fruchtbares Land hat, um als Machtbasis zu dienen.
Außerhalb der beiden Kontinente gibt es noch küstennahe Inseln von Bedeutung wie Großbritannien und Japan, während der amerikanische Kontinent durch den Atlantischen und den Pazifischen Ozean abgeriegelt ist.

### Die Dynamik Eurasiens

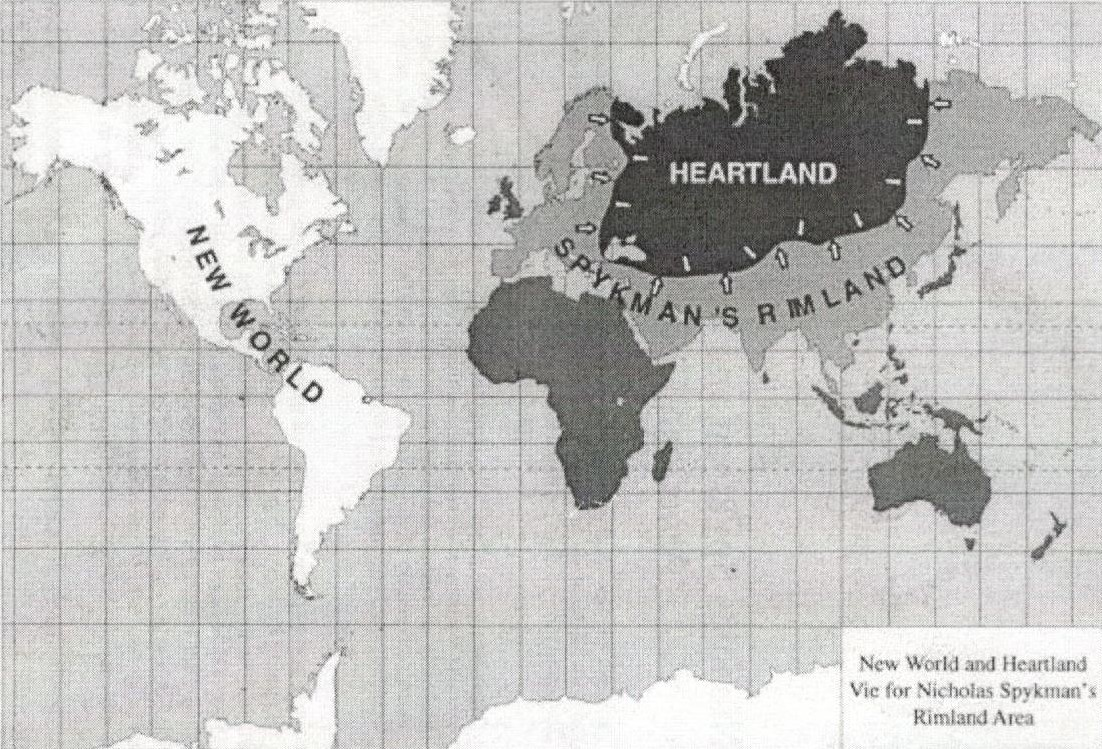
Heartland und Rimland

Mackinder betrachtete die Kriege in Eurasien als Auseinandersetzung des Herzlandes gegen die Seemächte um die Kontrolle des Rimlands, was zugleich einen Gegensatz von Land- und Seemächten bedeutet. Spykman dagegen stellt fest, dass in der Geschichte Großbritannien mit Hilfe von Alliierten des Rimlands gegen Russland kämpfte oder Großbritannien mit Russland gegen eine dominierende Rimland-Macht. Es ging demnach nicht um die Kontrolle des Herzlands durch die Seemächte, sondern die Vermeidung der Kontrolle über Rimland, für die gekämpft wurde.
Spykman erinnert an Mackinders berühmten Ausspruch:
Wer Osteuropa kontrolliert, beherrscht das Herzland.
Wer das Herzland kontrolliert, beherrscht die Weltinsel.
Wer die Weltinsel kontrolliert, beherrscht die Welt.
Aber er wandelt ihn seinem Verständnis entsprechend um:
Wer Rimland kontrolliert, beherrscht Eurasien.
Wer Eurasien beherrscht, bestimmt das Schicksal der Welt.
Daher würden Großbritannien, Russland und die USA die entscheidende Rolle in der Kontrolle über die europäischen Küsten und damit über die Machtverhältnisse in der Welt spielen.

### Strategische Ziele der USA
Nach Spykmans Auffassung sollte im Interesse der USA Deutschland nach dem Zweiten Weltkrieg mächtig bleiben, um Russlands Macht auszugleichen. Strategisch gesehen bestand kein Unterschied zwischen einer Dominanz Deutschlands bis zum Ural und einer Dominanz Russlands bis nach Deutschland. Beide Szenarien waren für die USA in gleichem Maße bedrohlich.
Spykman sagte die Niederlage Japans im Krieg um den Pazifik voraus. China und Russland würden wegen Grenzstreitigkeiten im Konflikt bleiben. Er sagte auch den Aufstieg Chinas zur asiatischen Vormacht voraus, weshalb die USA die Verantwortung für die Verteidigung Japans übernehmen müsse.
Spykman war ein Gegner der europäischen Integration. Den Interessen der USA entspreche eine Mächtebalance in Europa eher als eine integrierte Macht. Die USA habe gegen Deutschland gekämpft, um die Eroberung Europas zu verhindern. Es habe keinen Sinn, Europa zu föderalisieren und dadurch Europa zu vereinigen, nachdem ein Krieg zur Bewahrung des Mächtegleichgewichts in Europa geführt worden sei.
John Foster Dulles und die Urheber der Containment-Strategie machten kräftige Anleihen bei Spykman und Mackinder, als sie die Strategie des Kalten Krieges entwickelten.

## Zitate
„Es gibt nicht viele Beispiele in der Geschichte dafür, dass große und mächtige Staaten militärische Bündnisse oder internationale Abkommen schließen, um ihre Macht zu beschränken. Staaten sind immer damit beschäftigt, die Macht eines anderen Staates zu verringern. Staaten sind an einem Gleichgewicht der Macht nur interessiert, wenn es zu ihren Gunsten ist. Nicht das Gleichgewicht, sondern eine großzügige Marge ist ihr Ziel. Es gibt keine Sicherheit, wenn man genauso stark ist wie ein möglicher Gegner. Sicherheit liegt darin, ein bisschen stärker zu sein. Es gibt keine Handlungsmöglichkeiten, wenn die eigene Macht vollständig von den Gegenkräften ausgeglichen wird. Eine positive Außenpolitik ist nur möglich, wenn es einen Überschuss an Macht gibt, der frei eingesetzt werden kann. Von Theorien und Rationalisierungen abgesehen, liegt das praktische Ziel darin, die relative Machtposition des Staates ständig zu verbessern. Die Machtbalance, die man wünscht, besteht in der Neutralisierung anderer Länder, die es dem eigenen Staat ermöglicht, die entscheidende Macht und die entscheidende Stimme zu sein.“

## Werke

### Monografien
- The Geography of the Peace, New York, Harcourt, Brace and Company (1944)
- America's Strategy in World Politics: The United States and the Balance of Power, New York, Harcourt, Brace and Company (1942)
- The Social Theory of Georg Simmel, Chicago, University of Chicago Press (c1925)

### Artikel
- The Social Background of Asiatic Nationalism, The American Journal of Sociology 1926, issue 3
- International Relations from the Point of View of Teaching, in: Proceedings of the Fourth Conference of Teachers of International Law and Related Subjects, Washington 1930
- Methods of Approach to the Study of International Relations, in: Proceedings of the Fifth Conference of Teachers of International Law and Related Subjects, Washington 1933
- States’ Rights and the League, The Yale Review 1934, issue 2
- Geography and Foreign Policy, I, The American Political Science Review 1938, issue 1
- Geography and Foreign Policy, II, The American Political Science Review 1938, issue 2
- with A. A. Rollins, Geographic Objectives in Foreign Policy, I, The American Political Science Review 1939, issue 3
- with A. A. Rollins, Geographic Objectives in Foreign Policy, II, The American Political Science Review 1939, issue 4
- Frontiers, Security, and International Organization, Geographical Review 1942, issue 3